# Ignacy Karp (1780–1809)
Ignacy Karp (ur. 1780, zm. 1809) – syn Benedykta, uczestnik insurekcji kościuszkowskiej. Fundator szkoły w Johaniszkiele, filantrop.
Był absolwentem Szkoły Głównej Wileńskiej. W testamencie z 1808 r. zwolnił z pańszczyzny swoich włościan dozwalając onym wszelkich przywilejów i swobód wolnym ludziom służących używać i nie zostawując do nich żadnego prawa sukcesorom moim, wykonawcami ostatniej woli wyznaczył Józefa Niesiołowskiego, Tomasza Wawrzeckiego i Maurycego Franciszka Karpia.
Uwieczniony przez Adama Mickiewicza w Panu Tadeuszu (ks. XII).